# 斯泰頓維爾 (特拉華州)
斯泰頓維爾（英語：Staytonville）是位於美國特拉華州蘇塞克斯縣的一個非建制地區。該地的面積和人口皆未知。

## 地理
斯泰頓維爾的座標為38°50′58″N 75°31′08″W / 38.84944°N 75.51889°W，而該地的平均海拔高度為17米（即56英尺）。